# Ampondralava
Ampondralava är en ort i Madagaskar. Den ligger i den norra delen av landet, 700 km norr om huvudstaden Antananarivo. Ampondralava ligger 20 meter över havet och antalet invånare är 6 381.
Terrängen runt Ampondralava är mycket platt. Runt Ampondralava är det ganska tätbefolkat, med 52 invånare per kvadratkilometer. Närmaste större samhälle är Antsohimbondrona, 12,9 km nordväst om Ampondralava. Omgivningarna runt Ampondralava är en mosaik av jordbruksmark och naturlig växtlighet.